# Erupção surtseiana

Ilustração de uma "erupção surtseiana":
1. Nuvem de vapor de água;
2. Explosão de cinzas;
3. Cratera;
4. Água;
5. Camadas de lava e cinzas;
6. Camadas de rochas do fundo do mar;
7. Canal de magma;
8. Câmara de magma;
9. Represas ou diques de lava.

Uma erupção Surtseiana é um tipo de erupção vulcânica que acontece em locais de mares ou lagos pouco profundos. Essa erupção foi nomeada dessa forma em homenagem à ilha vulcânica de Surtsey, na costa meridional da Islândia.

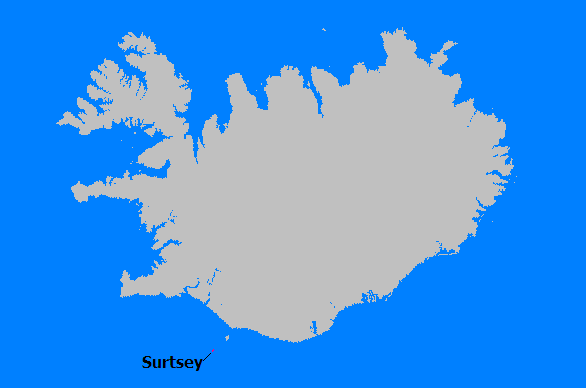
Localização da ilha Surtsey, na Islândia.